# سودي صلاحي
سودي صلاحي (13 يوليو 1949 - 25 أكتوبر 2021) سياسي إندونيسي وفريق بالجيش الإندونيسي. شغل منصب وزير الدولة لجمهورية إندونيسيا من 22 أكتوبر 2009 إلى 20 أكتوبر 2014. وكان أيضًا سكرتيرًا لسوسيلو بامبانج يودويونو عندما كان يودويونو يعمل كوزير منسق للشؤون السياسية والأمنية تحت إدارة ميغاواتي سوكارنوبوتري.
في عام 2012 كان جزءًا من زيارة الدولة التي قام بها الرئيس سوسيلو بامبانج يودويونو إلى المملكة المتحدة. تم تعيينه فارس فخري قائد على وسام القديس ميخائيل وسانت جورج. ولد في مدينة بيماتانجسيانتار بإندونيسيا.
توفي صلاحي في 25 أكتوبر 2021 عن عمر يناهز 72 عامًا بسبب مرض.